# Kudrowice
Kudrowice is een dorp in de Poolse woiwodschap Łódź. De plaats maakt deel uit van de gemeente Pabianice en telt 265 inwoners.